# Лоџ Грас (Монтана)
Лоџ Грас (енгл. Lodge Grass) град је у америчкој савезној држави Монтана.

## Демографија
По попису из 2010. године број становника је 428, што је 82 (-16,1%) становника мање него 2000. године.
| Група             | 2000.      | 2010.     |
| Белци             | 59 (11,6%) | 40 (9,3%) |
| Афроамериканци    | 0 (0,0%)   | 0 (0,0%)  |
| Азијати           | 0 (0,0%)   | 1 (0,2%)  |
| Хиспаноамериканци | 8 (1,6%)   | 6 (1,4%)  |
| Укупно            | 510        | 428       |